# Repeticiones en tándem
Las repeticiones en tándem son secuencias de ADN que se producen cuando se repite un patrón de uno o más nucleótidos y las repeticiones son directamente adyacentes entre sí. Varios dominios de proteínas también forman repeticiones en tándem dentro de su estructura primaria de aminoácidos, como las repeticiones  que se dan en el genoma del armadillo. Sin embargo, en las proteínas, las repeticiones en tándem perfectas son poco probables en la mayoría de las proteínas in vivo y las repeticiones más conocidas se encuentran en proteínas que han sido diseñadas.
Un ejemplo sería:
ATTCG ATTCG ATTCG en el cual la secuencia ATTCG se repite tres veces.

## Terminología
Cuando se repiten entre 10 y 60 nucleótidos, se llama minisatélite. Los que tienen menos se conocen como microsatélites o repeticiones cortas en tándem.
Cuando se repiten exactamente dos nucleótidos, se llama una repetición de dinucleótidos (por ejemplo: ACACACAC ...). La inestabilidad de los microsatélites en el cáncer de colon hereditario sin poliposis afecta más comúnmente a tales regiones.
Cuando se repiten tres nucleótidos, se denomina repetición de trinucleótidos (por ejemplo: CAGCAGCAGCAG ...), y las anomalías en tales regiones pueden dar lugar a trastornos por repetición de trinucleótidos.
Cuando el número de copias de la unidad de repetición es variable en una población que se está considerando, se denomina número variable de repeticiones en tándem (VNTR). El MeSH clasifica al número variable de repeticiones en tándem como minisatélites.

## Mecanismo
La aparición de repeticiones en tándem puede ocurrir a través de diferentes mecanismos. Por ejemplo, el emparejamiento erróneo de hebras deslizadas (SSM), (también conocido como deslizamiento de replicación), es un proceso de mutación que ocurre durante la replicación del ADN. Implica la desnaturalización y el desplazamiento de las cadenas de ADN, lo que resulta en un mal emparejamiento de las bases complementarias. El mal emparejamiento de la cadena deslizada es una explicación del origen y la evolución de las secuencias de ADN repetitivas.
Otros mecanismos incluyen un crossover desigual y conversión de genes.

## Utilización
Las repeticiones en tándem describen un patrón que ayuda a determinar los rasgos heredados de un individuo. Pueden ser muy útiles para determinar la paternidad. Las repeticiones cortas en tándem se utilizan para ciertas pruebas de ADN genealógico. El ADN se examina a partir de microsatélites dentro del ADN cromosómico. La paternidad se puede determinar a través de la similitud en estas regiones.
Las repeticiones en tándem polimórficas (alias VNTR) también están presentes en los microorganismos y se pueden usar para rastrear el origen de un brote. El ensayo correspondiente en el que se tipifica una colección de VNTR para caracterizar una cepa se denomina con mayor frecuencia MLVA (Análisis de VNTR de loci múltiple).
En el campo de la informática, las repeticiones en tándem en cadenas (p. Ej., secuencias de ADN) se pueden detectar de manera eficiente utilizando árboles de sufijos o matrices de sufijos.
Los estudios realizados en 2004 vincularon la inusual plasticidad genética de los perros con mutaciones en las repeticiones en tándem.